# Бернгард Бартельс
Бернгард Бартельс (нім. Bernhard Bartels) — німецький льотчик-ас, унтерофіцер Імперської армії.

## Біографія
Учасник Першої світової війни, спочатку служив у 233-му польовому льотному дивізіоні. У вересні 1918 року став льотчиком-винищувачем 44-ї винищувальної ескадрильї.
В останні тижні війни здобув п'ять перемог, з них 4 аеростати.